# Super Bowl XLV
Match précédent Match suivant
Le Super Bowl XLV est la 45e finale annuelle de la ligue nationale de football américain. Le match a eu lieu le 6 février 2011 entre les Steelers de Pittsburgh et les Packers de Green Bay au Cowboys Stadium de Arlington (Texas) où sont domiciliés les Cowboys de Dallas.
Les Packers ont remporté ce match sur le score de 31 à 25.

## Les équipes
Les deux équipes, Steelers de Pittsburgh et Packers de Green Bay, ont respectivement remporté les finales de conférences AFC et NFC.
En saison régulière, les Steelers de Pittsburgh ont terminé en tête de la division Nord de AFC. Ils ont éliminé les Ravens de Baltimore puis les Jets de New York pour disputer le Super Bowl XLV. Les Steelers ont déjà remporté six fois le Super Bowl, la dernière fois en février 2009 lors du Super Bowl XLIII.
Les Packers de Green Bay ont terminé deuxième de la division Nord de NFC, derrière les Bears de Chicago qu'ils ont éliminés en finale de conférence. Ils ont déjà remporté trois fois le Super Bowl, en dernier lieu en janvier 1997 lors du Super Bowl XXXI.
Les Packers ont finalement remporté la victoire 31 à 25. Il s'agissait de leur 4e titre du Super Bowl, leur 13e championnat en comptant ceux de la NFL de l'ère pré-Super Bowl. Le quarterback Aaron Rodgers a été élu meilleur joueur de la rencontre (MVP).

## Résumé du match
Le match a été suivi par 103 219 spectateurs.
1er Quart-temps
Touchdown de Jordy Nelson de 29 yards, 3:51 : Packers 6 - Steelers 0
Transformation de Mason Crosby : Packers 7 - Steelers 0
Touchdown de Nick Collins de 37 yards sur interception, 3:34 : Packers 13 - Steelers 0
Transformation de Mason Crosby : Packers 14 - Steelers 0
2e Quart-temps
Field goal de Shaun Suisham de 33 yards, 11:53 : Packers 14 - Steelers 3
Touchdown de Greg Jennings de 21 yards, 2:31 : Packers 20 - Steelers 3
Transformation de Mason Crosby : Packers 21 - Steelers 3
Touchdown de Hines Ward de 8 yards, 0:47 : Packers 21 - Steelers 9
Transformation de Shaun Suisham : Packers 21 - Steelers 10
3e Quart-temps
Touchdown de Rashard Mendenhall de 8 yards, 10:25 : Packers 21 - Steelers 16
Transformation de Shaun Suisham : Packers 21 - Steelers 17
4e Quart-temps
Touchdown de Greg Jennings de 8 yards, 12:03 : Packers 27 - Steelers 17
Transformation de Mason Crosby : Packers 28 - Steelers 17
Touchdown de Mike Wallace de 25 yards, 7:40 : Packers 28 - Steelers 23
Transformation à deux points par Antwaan Randle El : Packers 28 - Steelers 25
Field goal de Mason Crosby de 23 yards, 2:10 : Packers 31 - Steelers 25
| Quart-temps         | 1  | 2  | 3 | 4  | Total |
| ------------------- | -- | -- | - | -- | ----- |
| Green Bay Packers   | 14 | 7  | 0 | 10 | 31    |
| Pittsburgh Steelers | 0  | 10 | 7 | 8  | 25    |

Statistiques du match sur espn.com
Résumé vidéo du match sur le site de la NFL

## Joueurs titulaires
| Pittsburgh         | Postes  | Green Bay       |
| ------------------ | ------- | --------------- |
| Attaque            |         |                 |
| Ben Roethlisberger | QB      | Aaron Rodgers   |
| Hines Ward         | WR      | Greg Jennings   |
| Jonathan Scott     | LT      | Chad Clifton    |
| Chris Kemoeatu     | LG      | Daryn Colledge  |
| Doug Legursky      | C       | Scott Wells     |
| Ramon Foster       | RG      | Josh Sitton     |
| Flozell Adams      | RT      | Bryan Bulaga    |
| Rashard Mendenhall | RB      | James Starks    |
| Heath Miller       | TE / WR | James Jones     |
| David Johnson      | FB / WR | Donald Driver   |
| Matt Spaeth        | TE / WR | Jordy Nelson    |
| Défense            |         |                 |
| Casey Hampton      | DT      | B. J. Raji      |
| Brett Keisel       | DE      | Ryan Pickett    |
| LaMarr Woodley     | LB / DE | Howard Green    |
| James Farrior      | LB / DE | C. J. Wilson    |
| Lawrence Timmons   | LB      | Clay Matthews   |
| James Harrison     | LB      | A. J. Hawk      |
| Bryant McFadden    | CB / LB | Desmond Bishop  |
| Ike Taylor         | CB / LB | Frank Zombo     |
| Troy Polamalu      | SS / CB | Charles Woodson |
| Ryan Clark         | FS      | Nick Collins    |
| William Gay        | CB      | Tramon Williams |

## Animations du Super Bowl XLV
Lea Michele chante America the Beautiful et Christina Aguilera chante l'hymne national américain en début de partie. Cette dernière oublie une partie des paroles et improvise, puis se fait huer. Après le tollé, elle s'excusera par communiqué de presse mettant en cause la pression de l'événement.
Le spectacle de la mi-temps est fait par les Black Eyed Peas avec la participation de Usher et du guitariste Slash. Ce spectacle est cependant gâché par des problèmes de son.

## Retransmission audiovisuelle
Le match a été diffusé sur Fox aux États-Unis et en simultané au Canada sur CTV ainsi que sur RDS pour le Québec et le Canada francophone. Il a été diffusé en Europe sur ESPN America, en France sur W9 et en Belgique sur BeTV.
Le Super Bowl XLV a reçu une très bonne évaluation, devenant la meilleure retransmission d'un match de NFL à égalité avec le Super Bowl XXI de 1987, selon News Corp's Fox. Il a été suivi par 106,5 millions de téléspectateurs aux États-Unis, un record[réf. souhaitée].

## Aspects économiques
Selon la Retail Advertising and Marketing Association, environ 10 milliards de dollars devraient être dépensés à l'occasion de ce Super Bowl.
Le prix moyen d'une place pour assister au Super Bowl est d'environ 4 700 dollars à la revente, le double du prix moyen pour le Super Bowl XLIV.
Le coût d'un spot télévisé de 30 secondes pendant ce Super Bowl est de 2,8 millions à 3 millions de dollars.